# Christianisme spirituel
Le terme christianisme spirituel (en russe : духовное христианство) se réfère aux diverses dissidences religieuses apparues en Russie depuis le XVIe siècle qui se caractérisent par le rejet de la plupart des observances rituelles et extérieures, croyant plutôt en la révélation directe de Dieu à l'homme intérieur. Ces dissidences ont donné lieu à la création d'une variété de groupes ou « sectes », dont font notamment partie les Moloques, la plus ancienne de ces « sectes » et les Doukhobors, qui se séparent des précédents au XVIIe siècle,. Bien que la plupart de ces groupes se distinguent du protestantisme par leur aspect essentiellement spiritualiste plus que biblique, ils sont parfois désignés comme « protestants nationaux » (narodnye protestanty), étant donné qu'il s'agit de groupes non-orthodoxes apparus au sein de l'Empire russe à partir d'un substrat orthodoxe ou parmi les « bezpopovtsy raskolniks » (schismatiques sans clergé, appelés aussi « vieux-croyants non presbytériens »).

## Histoire

### Précurseurs
Le plus ancien groupe connu qui relève du christianisme spirituel en Russie a été fondé sous le règne d’Ivan le Terrible, par Mathieu Simon Dalmatov, qui prêche d'abord, autour des années 1550, dans son entourage proche à Tambov, puis à Moscou. Il entend revenir à la pureté d'une religion strictement issue de la Bible et rejette en bloc le pouvoir de Droit divin du Tsar, les rites, sacrements et les fastes de l’Église orthodoxe russe, son organisation épiscopale, le culte des saints et des icônes, mais aussi la trinité. Avant d'être finalement arrêté et exécuté pour hérésie, il a le temps de convaincre de nombreux disciples, dont des groupes du nord-est de la Russie, notamment des Mordves, qui forment des communautés religieuses séparées de l'Église orthodoxe. Le surnom de moloques, ou « buveurs de lait » (du russe : молоко́, lait), leur a été donné en raison de leur manière de défier l’Église orthodoxe en buvant du lait les jours de jeûne.

### Fondation
L'historien Pavel Milioukov a retracé les origines du christianisme spirituel jusqu'aux Doukhobors (« lutteurs de l'esprit » en russe). Ce groupe s'est fait connaître à partir de 1785 parmi les « paysans d’État » du gouvernement de Voronej. Ils refusent le gouvernement des hommes, le clergé, les icônes, tous les rituels ecclésiastiques, les écrits bibliques autres que les quatre Évangiles et le caractère divin de Jésus de Nazareth. Ils sont persuadés que nul n'a besoin d'intermédiaire entre Dieu et l'homme, car chaque homme porte en lui un morceau de divinité. Ils sont d'ardents pacifistes, ce qui leur valut à double titre, religieux et politique, une dure répression dans l'Empire russe et plus encore en Union soviétique, subissant tortures, déportation et privations de liberté. Dans la seconde moitié du XIXe siècle, les doukhobors quittèrent la Russie en masse. La plupart trouva refuge aux frontières de l'Empire russe, mais aussi dans le Nouveau Monde.

### Persécutions
De nombreux chrétiens spirituels ont adopté des croyances égalitaires et pacifistes, considérées comme des vues politiquement radicales par le gouvernement impérial. Le gouvernement russe a déporté certains groupes en exil intérieur en Asie centrale. Environ un pour cent a échappé à la répression en émigrant (1898-1930) en Amérique du Nord, formant une diaspora qui s'est divisée en de nombreux sous-groupes.

### Développement des «sectes»
Outre les Moloques et les Doukhobors, on compte parmi les « sectes » considérées comme relevant du christianisme spirituel les Maximisty, Soubbotniks (sabbatariens), Prygouny (c'est-à-dire sauteurs), Khlysts (flagellants), Scoptes (« eunuques », adeptes de la castration volontaire), Ikonobortsy (« iconoclastes ») et les Jidovstvouïouchtchiye (Жидовствующие: judaïsants). Si ces sectes diffèrent souvent profondément quant à leur spiritualité et à leurs pratiques, elles ont toutefois en commun leur principe de chercher Dieu « en esprit et en vérité » (Jean 4,24) plutôt qu'au travers des enseignements traditionnels et des rites de l’Église orthodoxe. Cette approche a séduit des intellectuels tel que Tolstoï ou Nikolaï Leskov, parfois sous l'influence de leur contacts avec le protestantisme.
Certains groupes religieux connus en Russie sous le nom de « sectes » ne sont pas reliées au christianisme spirituel, comme les Popovtsy (vieux-croyants presbytériens) ou les évangéliques baptistes.

## Sources
- (en) Graham P. Camfield, « The Pavlovtsy of Khar'kov Province, 1886-1905: Harmless Sectarians or Dangerous Rebels? », The Slavonic and East European Review, Modern Humanities Research Association and University College London, School of Slavonic and East European Studies, vol. 68, no 4,‎ 1990, p. 692–717 (JSTOR 4210447)
- (en) Nikolai Berdyaev (trad. S. Janos (en 1999)), « Spiritual Christianity and Sectarianism in Russia (Духовное христианство и сектантство в России) » [« Le Christianisme spirituel et le sectarisme en Russie »], Russkaya Mysl (Русская мысль, "Pensée russe"),‎ 1916 (lire en ligne)
- (en) Ethel Dunn, « Russian Sectarianism in New Soviet Marxist Scholarship », Slavic Review, vol. 26, no 1,‎ 1967, p. 128–140 (DOI 10.2307/2492440, www.jstor.org/stable/2492440, consulté le 12 octobre 2020)